# Vietnam Service Medal
La Vietnam Service Medal (en français : Médaille du service au Viêt Nam, abrégé en VSM) est une décoration des forces armées des États-Unis créée par ordre exécutif par Lyndon B. Johnson en 1965.
Elle est décernée à tout membre des forces armées de l'ayant été affecté pendant plus de 30 jours consécutifs ou 60 jours non consécutifs dans des combats au sol pendant la guerre du Viêt Nam (pour l'armée de terre) ou à bord d'un navire de guerre (pour la Navy) ayant soutenu directement les opérations militaires en République du Viêt Nam, en Thaïlande, au Cambodge et au Laos entre les dates du 15 novembre 1961 et 28 mars 1973 ainsi qu'entre le 29 avril 1975 et le 30 avril 1975 (opération Frequent Wind).
L'United States Air Force accorde également la VSM exclusivement aux pilotes ayant pris part à des missions dans l'espace aérien vietnamien.